# Нижние Кожары
Ни́жние Кожа́ры (чув. Анатри Кушар) — деревня в Красноармейском муниципальном округе Чувашской Республики.

## География
Находится в северной части Чувашии, на расстоянии приблизительно 4 км на юг-юго-запад по прямой от районного центра села Красноармейское.

## История
Известна с 1859 года околоток деревни Вторая Янмурзина (ныне не существует) с 32 дворами и 180 жителями. В 1906 году был учтен 21 двор, 119 жителей, в 1926 — 45 дворов, 216 жителей, в 1939—278 жителей, в 1979—197. В 2002 году было 51 двор, в 2010 — 44 домохозяйства. В 1930 году был образован колхоз «Верхние Кожары», в 2010 году действовало КФХ «Степанова». До 2021 года входила в состав Убеевского сельского поселения до его упразднения.

## Население
Постоянное население составляло 137 человек (чуваши 100 %) в 2002 году, 125 в 2010.